# Caprella linearis
Caprella linearis är en kräftdjursart som först beskrevs av Carl von Linné 1767.  Caprella linearis ingår i släktet Caprella och familjen Caprellidae. Arten är reproducerande i Sverige. Inga underarter finns listade i Catalogue of Life.